# Турско купатило (Пећ)
Турско купатило у Пећи, познато и као Старо купатило је османско-турско купатило, које је подигнуто у другој половини 15. век. Зграда се састоји од асиметричног „двоструког” купатила. Према неким изворима, купатило је из непознатих разлога реконструисано 1861. године. Купатило је оштећено током Рата на Косову и Метохији, а након тога је реконструисано. Данас хамам служи као изложбена сала за различите уметничке изложбе и још много тога.